# Arquebisbat de Rouen

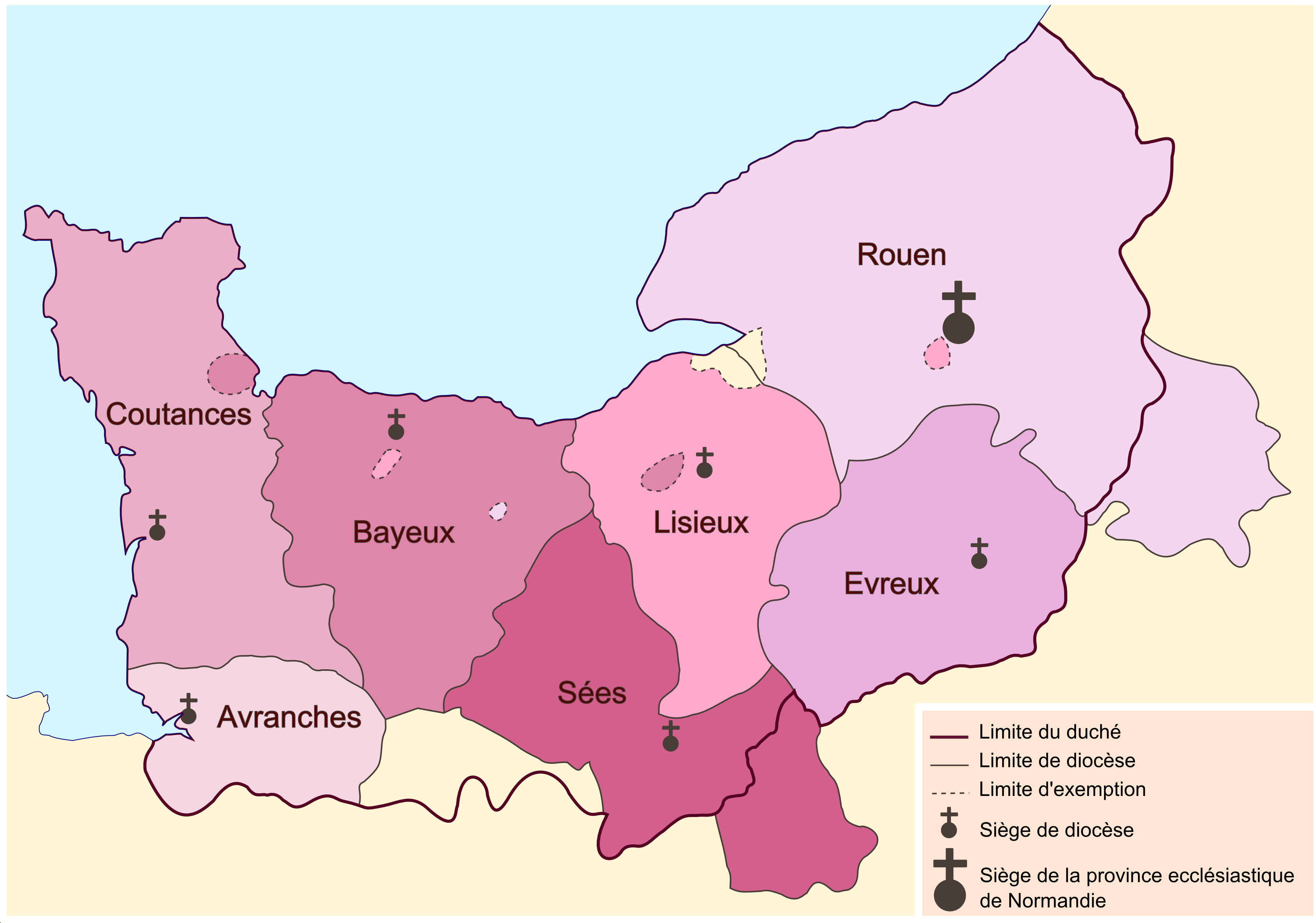
Mapa dels bisbats històrics de Normandia abans de la revolució francesa.

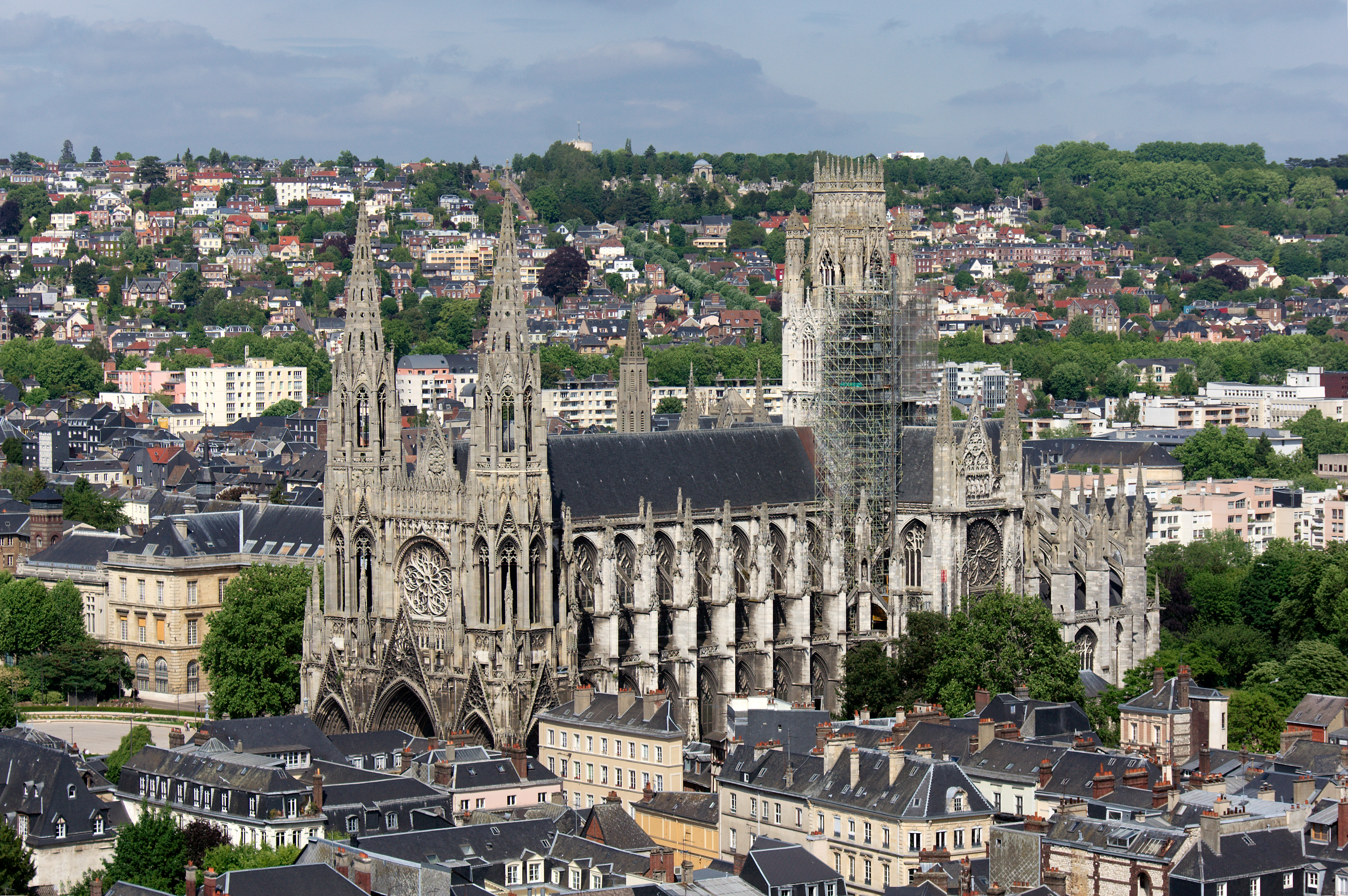
L'església abacial de Saint-Ouen. Tot i que va ser greument malmesa el 1562 durant les guerres de religió, resta com un dels pocs exemples d'esglésies franceses del.

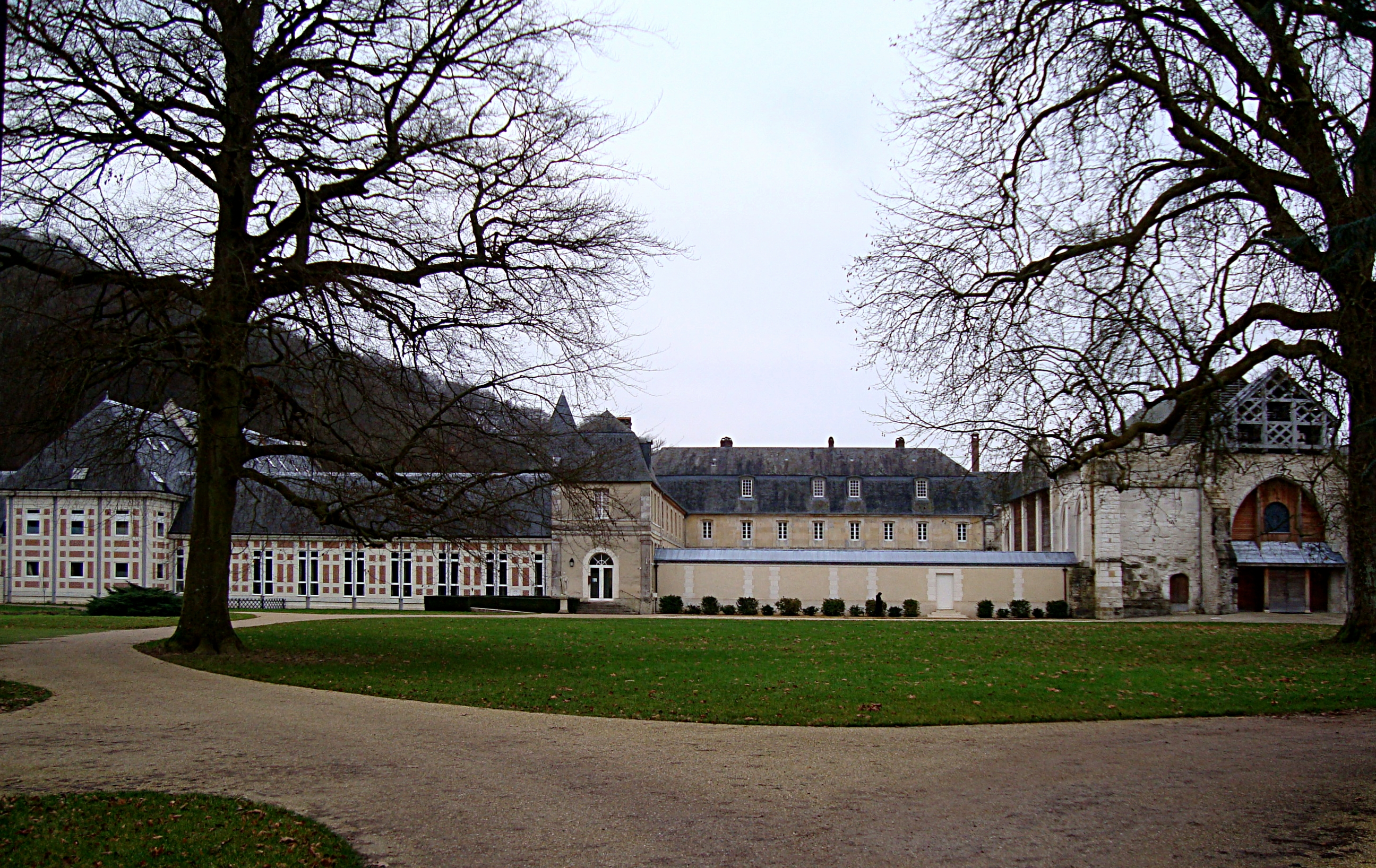
L'abadia Notre-Dame-du-Pré de Valmont, fundada per Nicolas d'Estouteville el 1169.

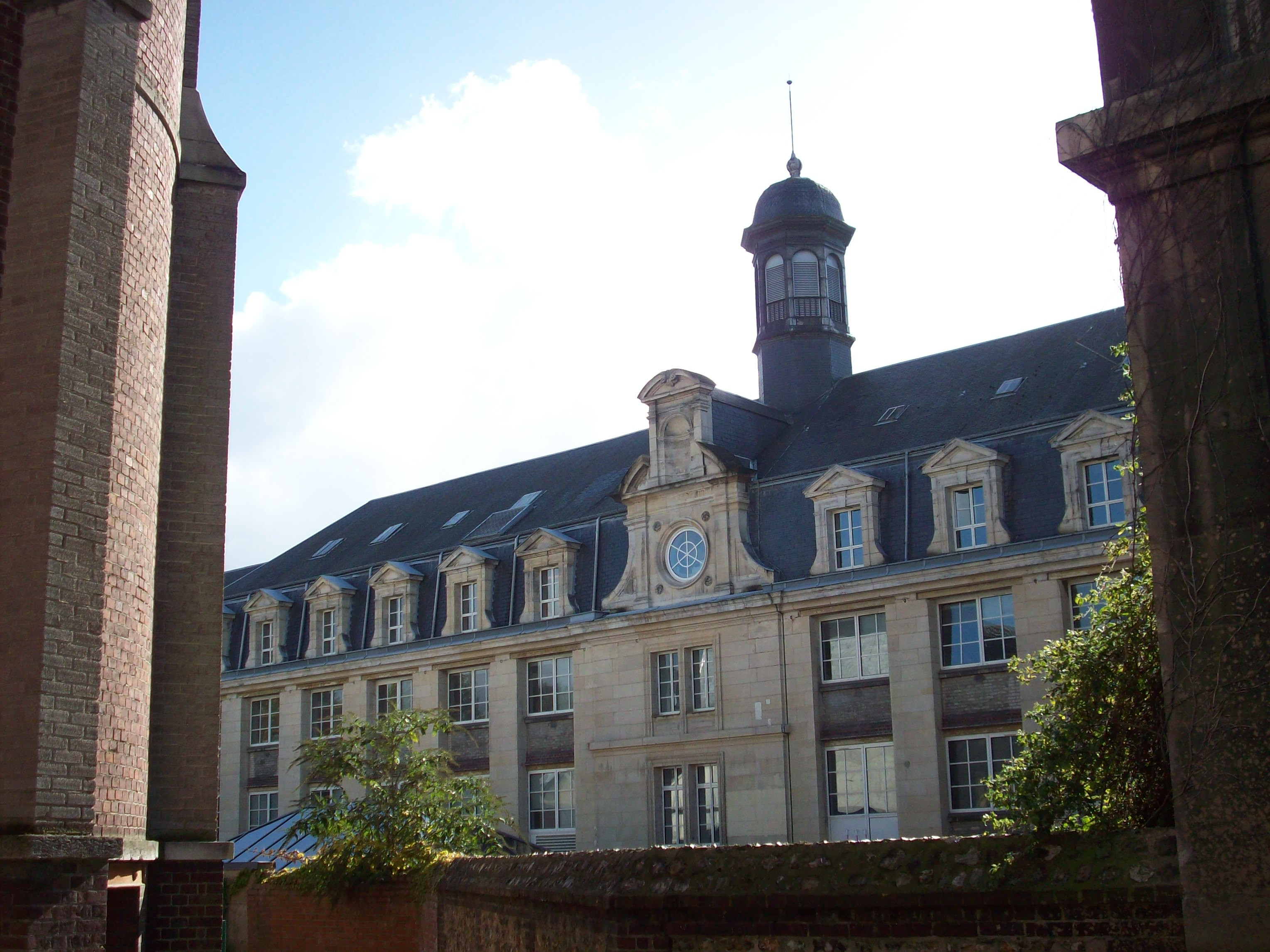
El seminari Saint-Nicaise, instituït el 1707 per l'arquebisbe Jacques-Nicolas Colbert. Avui és la seu del col·legi Fontenelle.

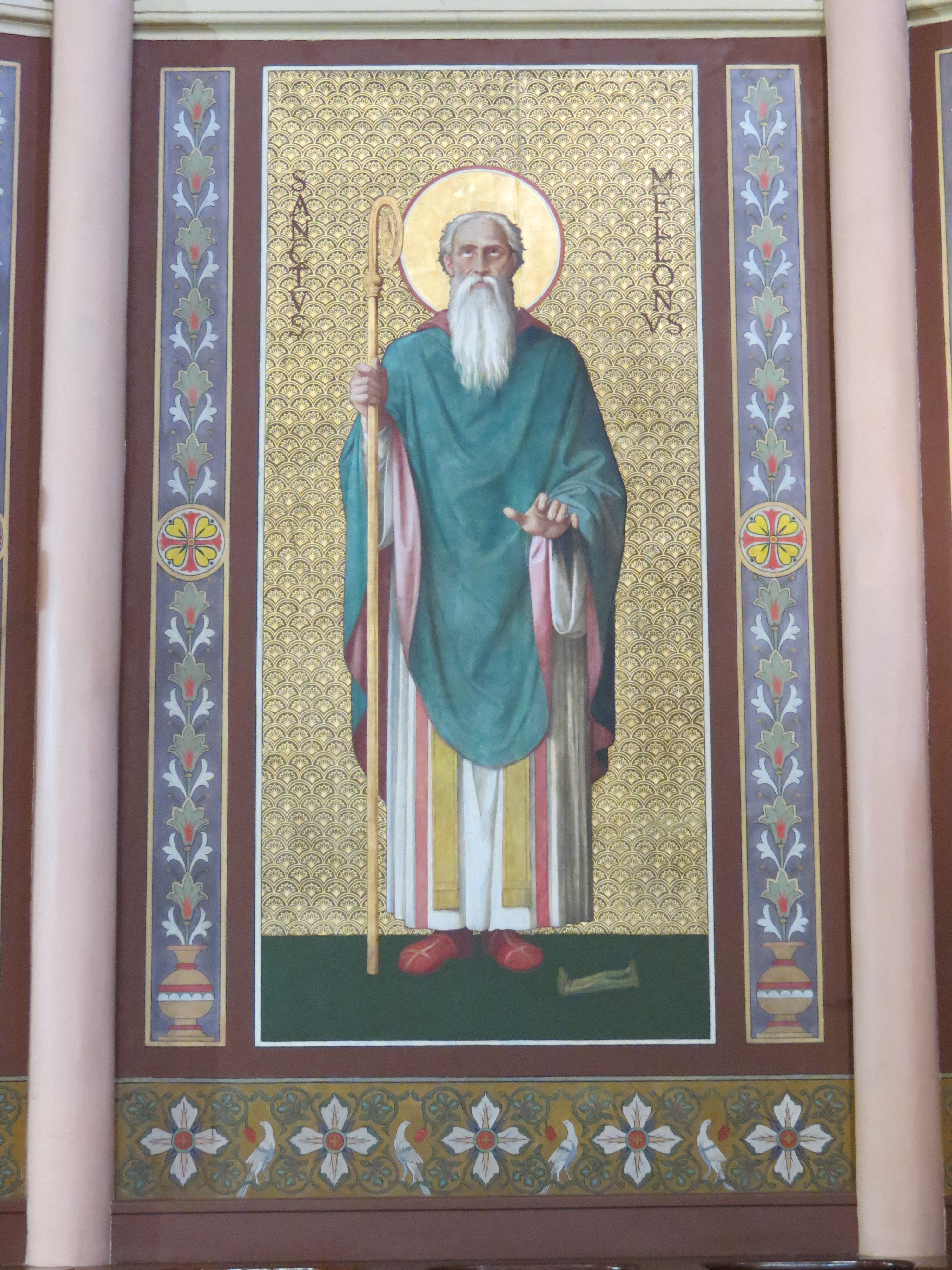
San Mellone, bisbe de Rouen, a l'església Saint-Gervais de Rouen.

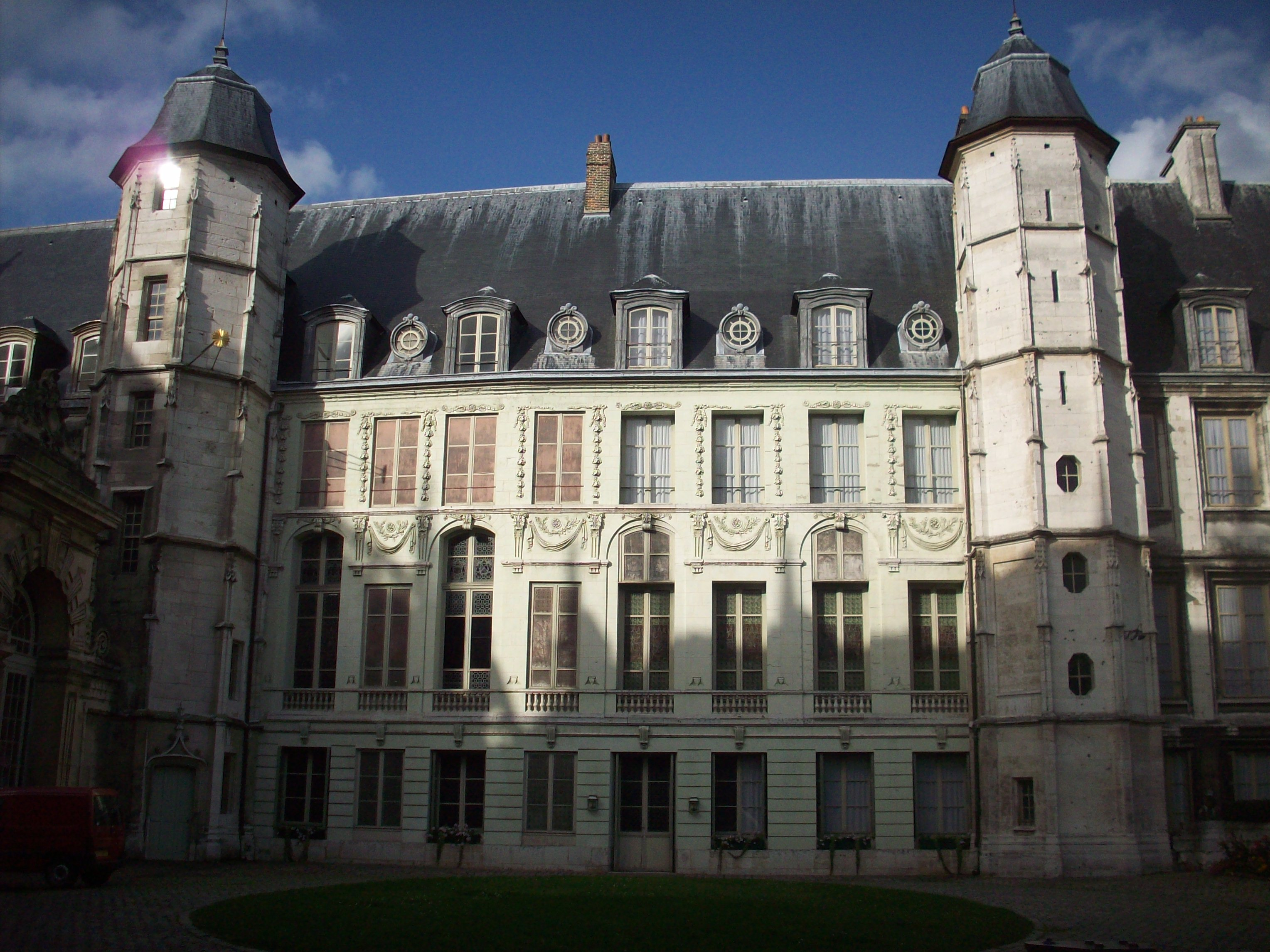
El Palauo arxiepiscopal de Rouen, l'únic palauo episcopal de França que segueix sent de proprietat eclesiàstica després l'antic règim i fins avui

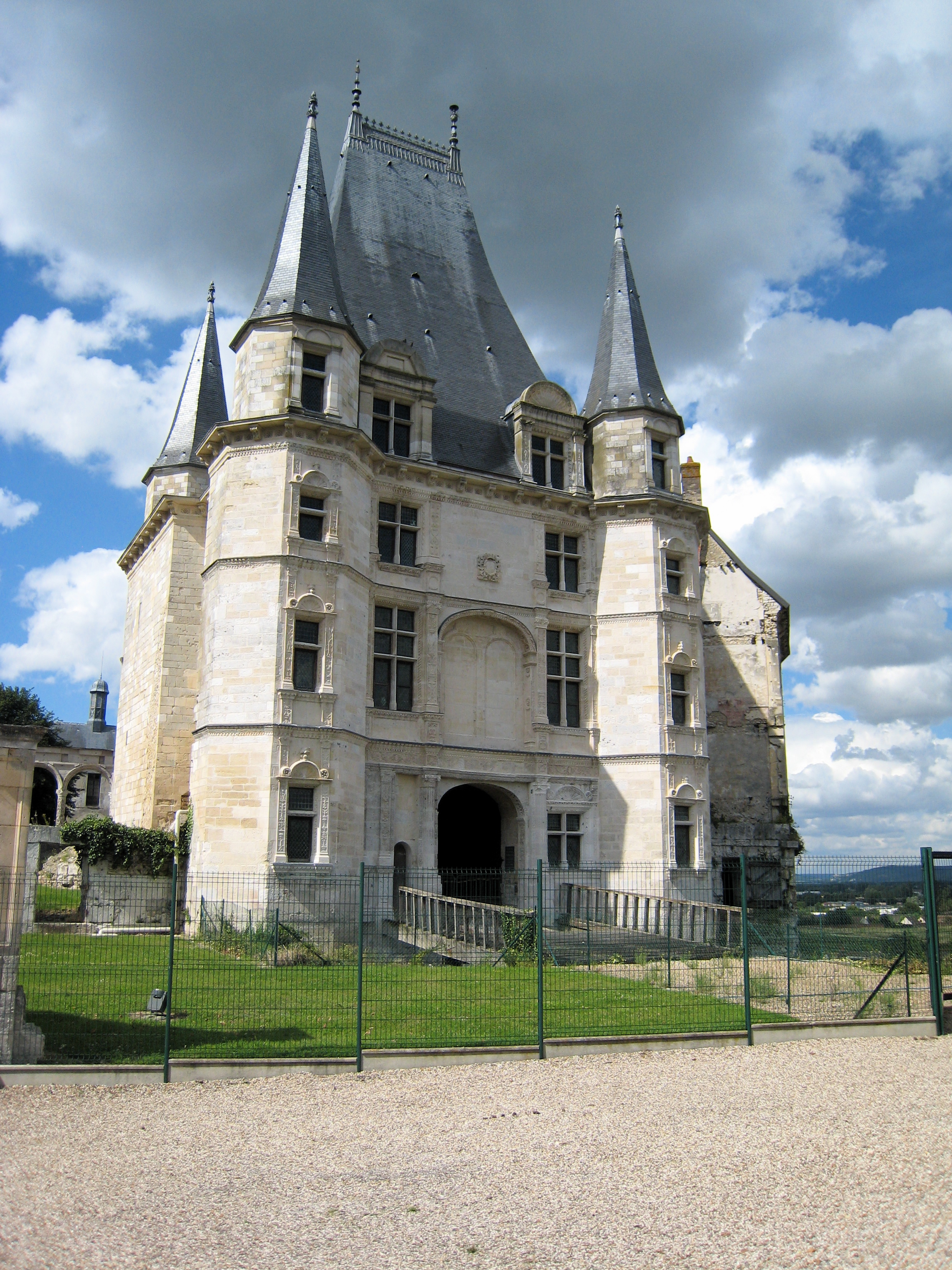
El castell de Gaillon, que fou residència estival dels arquebisbes de Rouen fins a la revolució francesa.

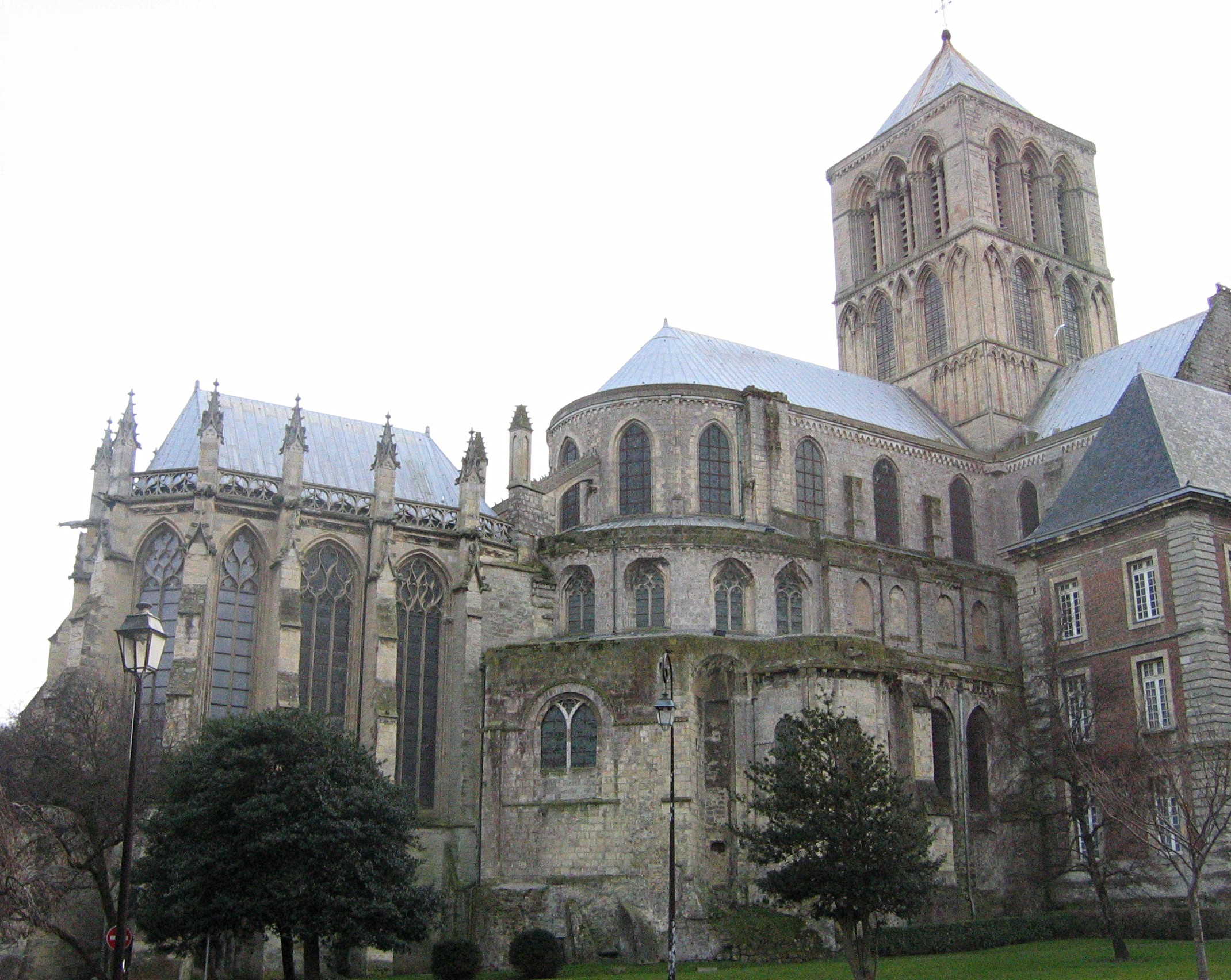
Abadia de la Trinitat a Fécamp.

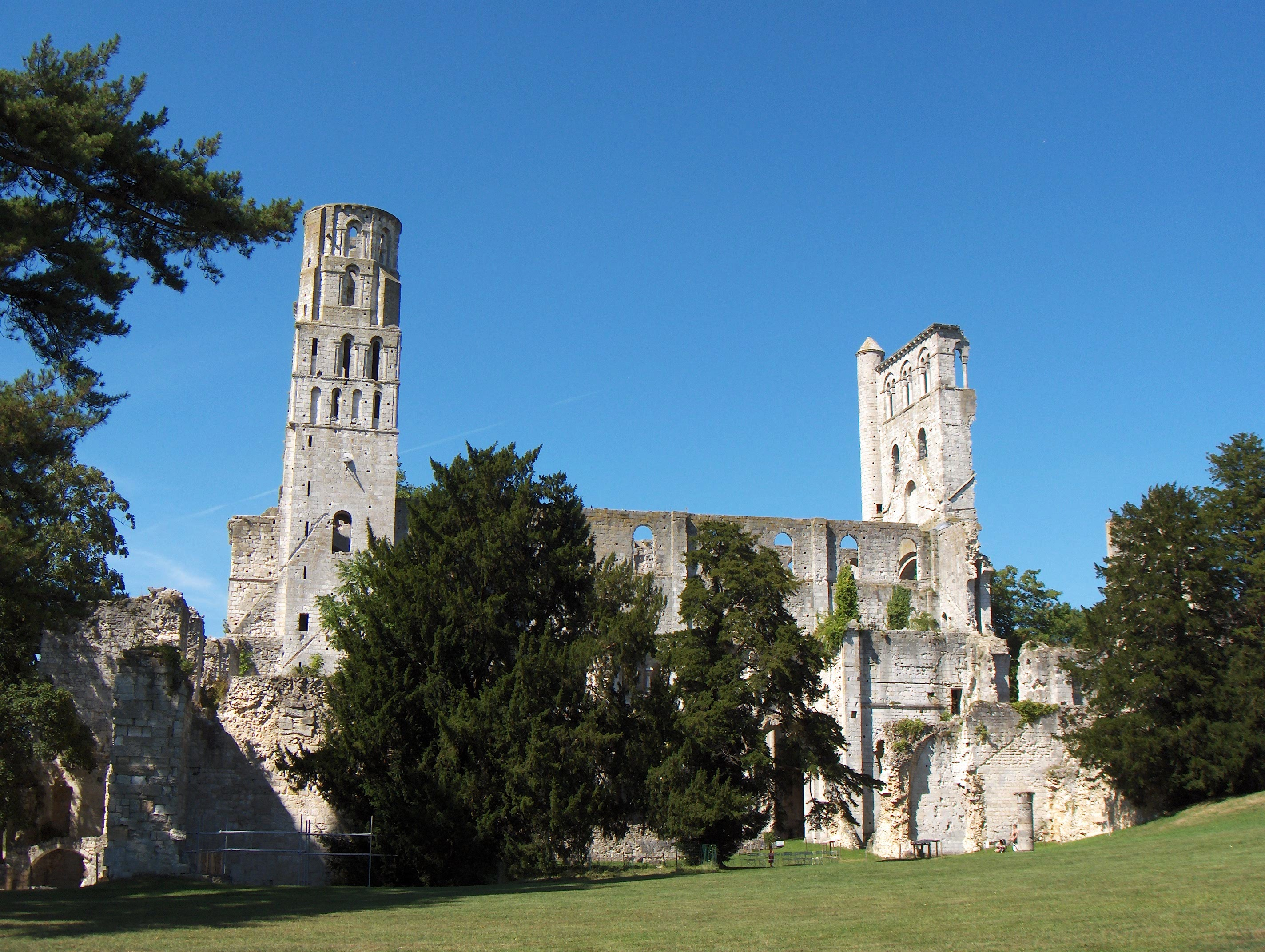
Restes de l'església abacial Saint-Pierre de Jumièges.

L'arquebisbat de Rouen (francès: Archidiocèse de Rouen, llatí: Archidioecesis Rothomagensis) és una seu metropolitana de l'Església Catòlica a França. Al 2014 tenia 652.000 batejats sobre una població de 868.500 habitants. Actualment està regida per l'arquebisbe Dominique Lebrun.

## Territori
L'arxidiòcesi comprèn els districtes de Rouen i de Dieppe, a més de 20 municipis del districte de Le Havre, pertanyents al departament francès del Sena marítim i a la regió de Normandia.
La seu arxiepiscopal és la ciutat de Rouen, on es troba la catedral de Notre-Dame.
El territori s'estén sobre 4.228 km², i està dividit en 53 parròquies, agrupades en 7 vicariats.

### La província eclesiàstica
La província eclesiàstica de Rouen comprèn les següents sufragànies:
- Bisbat de Bayeux
- Bisbat de Coutances
- Bisbat d'Évreux
- Bisbat de Le Havre
- Bisbat de Séez

## Història
La diòcesi de Rouen va ser erigida al segle iii. Els antics catàlegs episcopals que es remunten als segles IX i x i el Liber Eburneus custodiats a la catedral de Rouen indiquen com a primer bisbe a sant Mellado, mentre que el Liber Niger del 1079 i tots els catàlegs posteriors del segle x donen com a primer bisbe de San Nicasi, que hauria viscut abans que Mellone.
Els primers bisbes històricament documentats van ser: sant Avizià, que va participar en el concili d'Arle del 314; Eusebi, el nom del qual apareix entre els que el 346 s'adheriren a la decisió del concili de Sàrdica a favor d'Atanasi; entre el IV i el V sant Victrici, amic de sant Paulí de Nola i sant Martí de Tours, que va viatjar a Anglaterra per portar la fe catòlica i va escriure el tractat De laude sanctorum en favor del culte a les relíquies.
Rotomagus va ser la capital de la província romana de la Gàl·lia Celta segona, com ho demostra la Notitia Galliarum a principis del segle v. Amb l'aparició de l'organització eclesiàstica, Rotomagus es va convertir en no només en el centre administratiu de la regió, la seu metropolitana de la província eclesiàstica, inspirat en el civil, que inclou les diòcesis sufragànies d'Avranches, Bayeux, Coutances, Évreux, Lisieux i Séez.
A la segona meitat del segle vi va ser l'arquebisbe sant Pretextat, que va ser exiliat pel rei Khilperic el 577; va aconseguir la càtedra arxidiocesana en 584, però en 586 va ser apunyalat al peu de l'altar per ordre de la reina Fredegunda.
La llegenda de la Grand'Goule, un drac monstruós que sant Romà va derrotar prop de Rouen, està lligat a Sant Romà, arquebisbe de la primera meitat del segle vii, molt venerat i patró de la ciutat de Rouen. A l'edat mitjana aquesta llegenda va donar lloc al privilegi de l'arquebisbe de poder alliberar un presoner el dia de la processó de les relíquies de Sant Romà.
Alguns vestigis de paganisme encara estaven presents durant l'episcopat de Sant Audoè, a la segona meitat del segle VII. L'arquebisbe va ser el fundador de les abadies de Fontenelle, de Jumièges i de Fécamp. Va ser diplomàtic especialitzat en la solució de disputes entre Austrasia i Neustria i en l'edat mitjana es van fer famosos els miracles atribuïts a la seva intercessió.
El primer que se sap de la recepció del pal·li va ser l'arquebisbe Grimone, que el va rebre el 744 del papa Zacaries a petició de sant Bonifaci.
San Remigio, fill de Carles Martel, va ocupar la càtedra de Rouen a mitjans del segle viii i va ser a França entre els primers a defensar l'adopció del ritu romà en comptes del ritu gal·licà.
Al segle xi, l'arquebisbe Sant Maurili, que va lluitar contra l'heretgia de Berenguer de Tours, va ser arquebisbe. És en aquest segle que va sorgir a Rouen una companyia d'homes que honoraven la Immaculada Concepció.
Al maig de 1131 el papa Innocenci II va visitar Rouen. Seria l'únic papa a visitar Normandia durant vuit segles i mig, fins a la peregrinació del papa Joan Pau II a Lisieux, el 2 de juny de 1980.
Al voltant de 1030, durant l'episcopat de Robert II, va començar la reconstrucció de l'antiga catedral d'estil romànic, reconstruïda en estil gòtic al segle xii.
Al segle xiii, l'arxidiòcesi estava governada per Oddó de Rigaud, un hàbil estadista, que va acompanyar a Sant Lluís IX a la Croada a Tunísia. Va ser el mateix Oddó de Rigaud que va visitar repetidament tota la seva província eclesiàstica, recollint la notícia en un dels primers informes d'una visita pastoral, el Regestum Visitationum Archiepiscopi Rothomagensis.
Entre 1330 i 1338 es va asseure a la seu de Rouen Pierre Roger, el futur papa Climent VI. Durant gairebé un segle, Rouen va ser una seu cardenalícia i continuaria sent-ho, tot i que amb algunes interrupcions, fins al segle xx.
El papa Gregori XI el 1371 va eximir el capítol de la catedral de la jurisdicció temporal i espiritual de l'arquebisbe.
El 1486 la societat de la Immaculada Concepció es va convertir en un cercle literari. Cada any es premiava un poema compost en honor de la Immaculada Concepció. Cada estança dels poemes havia de començar i acabar amb el mateix vers (palinòdia).
Durant les guerres de religió els hugonots van capturar Rouen el 16 d'abril de 1562 i van devastar l'església sant Audoè, fent una foguera a l'interior dels mobles i incendiant el cos del sant i altres relíquies en la possessió de la basílica. La ciutat va ser reconquistada pels catòlics el 26 d'octubre del mateix any.
El 1729 es va adoptar el breviari d'Urbain Robinet, que va operar una revisió litúrgica en el sentit gal·licà. Fins a la revolució, s'havia de cantar de memòria tot l'Ofici i estava prohibit portar els llibres en cor.
Fins a finals del segle xviii, l'arxidiòcesi comprenia 1.388 parròquies, agrupades en 6 ardiaconats (Rouen, Grand-Caux, Petit-Caux, Eu, Vexin normand i Vexin francès) i 28 deganats. A l'àrea també hi havia un gran nombre d'abadies (22 masculins i 13 femenins), als quals s'han d'afegir 17 priorats (12 masculins i 5 femenins) i 13 col·legiates.
Després de l'inici de la revolució el cardenal Dominique de la Rochefoucauld, arquebisbe de Rouen, es va veure obligat a exiliar-se el 10 d'agost de 1792; va morir a Münster, Westfàlia, el 1800.
Després del concordat amb la butlla Qui Christi Domini del Papa Pius VII del 29 de novembre de 1801 va cedir part del seu territori a les diòcesis de Versalles, de Évreux i de Beauvais.
Amb l'episcopat del cardenal Bonnechose (1858 - 1883) es retornà al ritu romà.
El 6 de juliol de 1974, va cedir una altra part del territori per tal que s'erigís la diòcesi de Le Havre.
Els arquebisbes de Rouen porten el títol de primats de Normandia. Aquest títol té orígens molt antics. Els pontífexs, a petició de l'arquebisbe de Lió, rebutjades en primera les reclamacions dels arquebisbes de Rouen amb dues butlles del papa Gregori VII del 1070 i un altre de Celestí II del 1144. Posteriorment, però, el papa Calixt III va reconèixer el rang primacial de Rouen amb dues butlles del 1457 i del 1458.

## Cronologia episcopal
L'arquebisbat de Rouen conserva una gran quantitat d'antics catàlegs episcopals anteriors al segle xiii, que es poden separar en dues categories: els que donen l'única llista episcopal i que no són posteriors al segle x; i als que donen la llista episcopal de Rouen amb el de les seves seus sufragànies, que arriben fins al segle xii.
- Sant Nicasio ? †
- Sant Mellone †
- Sant'Aviziano † (citat el 314)
- Sant Severo †
- Eusebio † (citat el 346)
- Marcellino †
- Pietro †
- Sant Victricio † (abans de 390 vers - després de 404)
- Innocenzo †
- Sant'Evodio †[5]
- Silvestro †
- Malsone †
- Sant Germano † (citat el 461)
- Crescenzio †
- Sant Godardo (Gildaredus) † (citat el 511)
- Sant Flavio † (abans de 538 - després de 541)
- Sant Pretestato † (abans de 567 - 24 de febrer de o 14 d'abril de 586 mort)
- Melanzio † (vers 586 - després de 601)
- Idulfo † (citat el 614)
- Sant Romano †[6]
- Sant Audoeno † (13 de maig de 641 - 24 d'agost de 684 mort)
- Sant Ansberto † (684 - 9 de febrer de 692 o 693 mort)
- Griffone † (citat el 696/697)
- Rolando (o Radilando o Railando) †
- Sant'Ugo I † (abans de 723 - 8 d'abril de 730 mort)
- Ratberto †
- Grimone † (citat el 744)
- Ragenfredo † (citat el 748)[7]
- Sant Remigio † (abans de 760 - després de 762)[8]
- Mainardo † (abans de 794 - després del 802)
- Williberto o Gilberto † (citat el 825)
- Ragnoardo † (abans del final del 828 - després del 835)
- Gombaldo, O.S.B. † (abans del 842 - 5 de gener de 849 mort)
- Paolo † (gener de 849 - després l'estate 856)
- Wenilone † (abans de novembre de 858 - després de novembre de 869)
- Adalardo † (abans d'agost de 871 - després de març de 872)
- Riculfo †[9]
- Giovanni † (abans de maig de 876 - 888)
- Guittone † (abans de setembre de 892 - de 909)
- Francone † (abans de 912 - 919 mort)
- Gontardo † (919 - 942 mort)
- Ugo II, O.S.B. † (abans de desembre de 942 - 10 de novembre de 989 mort)
- Roberto II † (abans de juny de 990 - abans de 10 d'abril de 1037 mort)
- Mauger † (1037 - 1055 deposto)
- Sant Maurilio, O.S.B. † (1055 - 9 d'agost de 1067 mort)
- Jean d'Avranches (o de Bayeux) † (d'agost de 1069 - 9 de setembre de 1079 mort)
- Guillaume Bonne-Âme † (1079 - 9 de febrer de 1110 mort)
- Geoffrey le Breton † (1111 - 28 de novembre de 1128 mort)
- Hugues de Boves, O.S.B. † (abans de febrer de 1130 - 11 de novembre de 1164 mort)
- Rotrou de Warwick (o de Beaumont-le-Roger) † (1165 - 26 de novembre de 1183 mort)
- Gautier de Coutances † (17 de desembre de 1184 - 16 de novembre de 1207 mort)
- Robert Poulain † (23 d'agost de 1208 - 4 de maig de 1221 o 1222 mort)
- Thibaud d'Amiens † (4 de setembre de 1222 - 25 de setembre de 1229 mort)
- Maurice † (20 de juliol de 1231 - 10 de gener de 1235 mort)
- Pietro da Collemezzo † (4 d'abril de 1236 - 28 de maig de 1244 nomenat bisbe d'Albano)
- Eudes Clement † (30 de març de 1245 - 5 de maig de 1247 mort)
- Eudes Rigaud, O.F.M. † (març de 1248 - 2 de juliol de 1275 mort)
- Guillaume de Flavacourt † (1276 - 6 d'abril de 1306 mort)
- Bernard de Fargis † (4 de juny de 1306 - 5 de maig de 1311 nomenat arquebisbe de Narbona)
- Gilles Aycelin I de Montaigut † (5 de maig de 1311 - 24 de juny de 1318 mort)
- Guillaume de Durfort † (gener de 1319 - 24 de novembre de 1330 mort)
- Pierre Roger de Beaufort-Turenne, O.S.B. † (14 de desembre de 1330 - 18 de desembre de 1338 renuncià, posteriorment electe papa amb el nom de Climent VI)
- Aimery Guenaud † (15 de febrer de 1339 - 17 de gener de 1343 mort)
- Nicolas Roger, O.S.B. † (31 de gener de 1343 - 3 d'abril de 1347 mort)
- Jean de Marigny † (14 de maig de 1347 - 27 de desembre de 1351 mort)
- Pierre de la Foret † (8 de febrer de 1352 - 23 de desembre de 1356 renuncià)
- Guillaume de Flavacourt † (18 de gener de 1357 - 1 de maig de 1359 mort)
- Philippe d'Alençon † (3 de juliol de 1359 - 27 d'agost de 1375 nomenat patriarca de Jerusalem)
- Pierre de la Montre, O.S.B.Clun. † (27 d'agost de 1375 - 20 de desembre de 1375 renuncià)
- Guillaume de Lestranges † (22 de desembre de 1375 - març de 1389 mort)
- Guillaume de Vienne, O.S.B. † (29 de març de 1389 - 18 de febrer de 1407 mort)
  - Jean d'Armagnac † (26 de febrer de 1407 - 22 de setembre de 1408 renuncià) (bisbe electe)
- Louis d'Harcourt † (29 de juliol de 1409 - 19 de novembre de 1422 mort)
- Jean de la Rochetaillée † (26 de juliol de 1423 - 24 de maig de 1426 nomenat administrador apostòlic)
  - Jean de la Rochetaillée † (24 de maig de 1426 - 1431 renuncià) (administrador apostòlic)
- Hugues des Orges † (26 de gener de 1431 - 19 d'agost de 1436 mort)
- Lluís de Luxemburg † (24 d'octubre de 1436 - 18 de setembre de 1443 mort)
- Raoul Roussel † (31 de gener de 1444 - 31 de desembre de 1452 mort)
- Guillaume d'Estouteville, O.S.B.Clun. † (20 d'abril de 1453 - 22 de gener de 1483 mort)
- Robert de Croixmare † (14 de març de 1483 - 18 de juliol de 1493 mort)
- Georges I d'Amboise † (21 d'abril de 1494 - 25 de maig de 1510 mort)
- Georges II d'Amboise † (8 d'agost de 1511 - 25 d'agost de 1550 mort)
- Carles de Borbó-Vendôme † (3 d'octubre de 1550 - 9 de maig de 1590 mort)
- Carles II de Borbó-Vendôme † (9 de maig de 1590 - 30 de juliol de 1594 mort)
  - Sede vacante (1594-1597)
- Carles III de Borbó † (26 de març de 1597 - 1 de desembre de 1604 renuncià)
- François de Joyeuse † (1 de desembre de 1604 - 23 d'agost de 1615 mort)
- François de Harlay de Champvallon † (23 d'agost de 1615 - maig de 1651 renuncià)
- François de Harlay de Champvallon † (28 d'octubre de 1651 - 23 de febrer de 1671 nomenat arquebisbe de París)
- François de Rouxel de Médavy † (24 d'agost de 1671 - 29 de gener de 1691 mort)
- Jacques-Nicolas de Colbert † (29 de gener de 1691 - 10 de desembre de 1707 mort)
- Claude-Maur d'Aubigné † (27 de febrer de 1708 - 22 d'abril de 1719 mort)
- Armand Bazin de Besons † (18 de setembre de 1719 - 8 d'octubre de 1721 mort)
  - Sede vacante (1721-1723)
- Louis de La Vergne-Montenard de Tressan † (17 d'octubre de 1723 - 18 d'abril de 1733 mort)
- Nicolas-Charles de Saulx-Tavannes † (18 de desembre de 1733 - 10 de març de 1759 mort)
- Dominique de La Rochefoucauld † (2 de juny de 1759 - 22 de setembre de 1800 mort)
  - Sede vacante (1800-1802)
- Étienne Hubert de Cambacérès † (10 d'abril de 1802 - 25 d'octubre de 1818 mort)
- François de Pierre de Bernis † (27 de setembre de 1819 - 4 de febrer de 1823 mort)
- Gustave-Maximilien-Juste de Croÿ-Solre † (17 de novembre de 1823 - 1 de gener de 1844 mort)
- Louis-Marie-Edmont Blanquart de Bailleul † (17 de juny de 1844 - 12 de març de 1858 renuncià)
- Henri-Marie-Gaston Boisnormand de Bonnechose † (18 de març de 1858 - 28 d'octubre de 1883 mort)
- Léon-Benoit-Charles Thomas † (24 de març de 1884 - 9 de març de 1894 mort)
- Guillaume-Marie-Romain Sourrieu † (21 de maig de 1894 - 16 de juny de 1899 mort)
- Edmond-Frédéric Fuzet † (14 de desembre de 1899 - 20 de desembre de 1915 mort)
- Louis-Ernest Dubois † (13 de març de 1916 - 13 de setembre de 1920 nomenat arquebisbe de París)
- Pierre-Florent-André du Bois de la Villerabel † (16 de desembre de 1920 - 6 de juliol de 1936 renuncià)
- Pierre-André-Charles Petit de Julleville † (7 d'agost de 1936 - 10 de desembre de 1947 mort)
- Joseph-Marie-Eugène Martin † (11 d'octubre de 1948 - 6 de maig de 1968 jubilat)
- André Pailler † (6 de maig de 1968 - 6 de maig de 1981 renuncià)
- Joseph Marie Louis Duval † (6 de maig de 1981 - 16 d'octubre de 2003 jubilat)
- Jean-Charles Marie Descubes (25 de març de 2004 - 10 de juliol de 2015 jubilat)
- Dominique Lebrun, des del 10 de juliol de 2015

## Estadístiques
A finals del 2014, la diòcesi tenia 652.000 batejats sobre una població de 868.500 persones, equivalent al 75,1% del total.
| any  | població  | població  | població | sacerdots | sacerdots       | sacerdots       | sacerdots             | diaques | religiosos | religiosos | parròquies |
| ---- | --------- | --------- | -------- | --------- | --------------- | --------------- | --------------------- | ------- | ---------- | ---------- | ---------- |
| any  | batejats  | total     | %        | total     | clergat secular | clergat regular | batejats por sacerdot | diaques | homes      | dones      |            |
| 1950 | 870.000   | 915.000   | 95,1     | 810       | 740             | 70              | 1.074                 |         | 75         | 1.250      | 717        |
| 1969 | 1.000.000 | 1.113.977 | 89,8     | 655       | 575             | 80              | 1.526                 |         | 105        | 1.310      | 297        |
| 1980 | 700.000   | 784.199   | 89,3     | 406       | 304             | 102             | 1.724                 |         | 138        | 738        | 637        |
| 1990 | 696.000   | 808.000   | 86,1     | 311       | 231             | 80              | 2.237                 | 2       | 115        | 557        | 637        |
| 1999 | 680.000   | 827.360   | 82,2     | 246       | 174             | 72              | 2.764                 | 14      | 97         | 288        | 637        |
| 2000 | 680.000   | 839.949   | 81,0     | 230       | 167             | 63              | 2.956                 | 15      | 87         | 326        | 439        |
| 2001 | 680.000   | 841.287   | 80,8     | 234       | 168             | 66              | 2.905                 | 16      | 87         | 313        | 116        |
| 2002 | 680.000   | 841.287   | 80,8     | 230       | 166             | 64              | 2.956                 | 21      | 84         | 296        | 89         |
| 2003 | 680.000   | 841.287   | 80,8     | 222       | 163             | 59              | 3.063                 | 20      | 74         | 279        | 63         |
| 2004 | 680.000   | 841.287   | 80,8     | 211       | 155             | 56              | 3.222                 | 20      | 72         | 269        | 63         |
| 2010 | 688.000   | 851.000   | 80,8     | 173       | 125             | 48              | 3.976                 | 21      | 69         | 198        | 56         |
| 2014 | 652.000   | 868.500   | 75,1     | 135       | 107             | 28              | 4.829                 | 19      | 58         | 160        | 53         |